# جيري بويل
جيري بويل (بالإنجليزية: Gerry Boyle)‏ (1956)؛ صحفي وروائي أمريكي.